# Regione di Moreton Bay
La regione di Moreton Bay è una Local Government Area che si trova nel Queensland. Essa si estende su una superficie di 2.037 chilometri quadrati e ha una popolazione di 378.045 abitanti. La sede del consiglio si trova a Strathpine.